# 刘国荣 (1961年)
刘国荣（1961年8月—），安徽阜阳人，汉族，中国共产党党员。中华人民共和国政治人物、第十三届全国人民代表大会解放军和武警部队代表。

## 生平
刘国荣于1979年3月入伍，歷任武警安徽省总队副参谋长、四川省总队副参谋长，西藏总队参谋长、副司令员，湖南省总队司令员、党委副书记。2016年5月，晋升武警少将警衔。2017年6月，出任武警西藏总队司令员。
2018年，刘国荣被选为西藏自治区出席第十三届全国人民代表大会代表。因解放军代表团更名为解放军和武警部队代表团，归入此代表团。